# Zygaenosia flavibasis
Zygaenosia flavibasis är en fjärilsart som beskrevs av Swinhoe 1892. Zygaenosia flavibasis ingår i släktet Zygaenosia och familjen björnspinnare. Inga underarter finns listade i Catalogue of Life.